# Rendition (empresa)
Rendition foi uma fabricante de processadores gráficos 3D na segunda metade da década de 1990. É conhecida pela família de produtos Vérité: Vérité 1000 e Vérité 2x00 e por ser uma das primeiras fabricantes de aceleradores gráficos a trabalhar diretamente com o criador do jogo Quake, John Carmack, a criar uma versão compatível com os recursos de aceleração da placa de vídeo (vQuake).
O principal concorrente da Rendition na época foi a 3dfx, cuja API Glide competia com as APIs Speedy3D (em DOS) e RRedline (para Windows) da Rendition.